# 李璥
李璥（8世纪720年代或730年代—736年），原名李滔。唐玄宗李隆基第三十子（最幼子），母为武贤仪。
母亲武氏是武则天时高平王武重规之女，开元年间入宫中，号为“小武妃”。李滔生年不详，当在720年代末至730年代初。开元二十三年（735年）七月，封为汴王，授右千牛卫大将军。李滔容貌秀澈，有成人风，唐玄宗喜爱他。二十四年（736年）二月，改名李璥。八月乙亥，汴王李璥薨逝，谥号哀王。

## 延伸阅读
[在维基数据编辑]
 《舊唐書·卷107》，出自刘昫《舊唐書》
 《新唐書·卷082》，出自《新唐書》